# 李雨奚
李雨奚（1990年2月10日—），原名李媛希，中国女歌手，就读于电子科技大学成都学院电子商务专业。2009年湖南卫视“快乐女声”第10名，赛后加入女子组合i Me，担任队长。2011年6月改现名。

## 生平和演艺经历
李媛希出生于四川省雅安市名山县，有一个弟弟，6岁时父母离异，之后与弟弟随母亲搬至成都居住，在母亲和小姨的照顾下成长。
2004年，当时只有14岁还在上初二的李媛希参加了湖南卫视“超级女声”比赛，进入了成都赛区50强。
2008年，李媛希进入电子科技大学成都学院，学习电子商务专业。
2009年湖南卫视“快乐女声”比赛开始后，李媛希报名参加成为了长沙赛区选手，于7月3日成功入围全国10强。在10强赛前两场比赛中，成绩并不理想。7月31日的10进7淘汰赛中，与潘虹樾和曾轶可一起被淘汰，最终获得全国第10名。
虽然名次并不靠前，但这并没有影响其自身的发展。比赛结束后，李媛希加入了天娱传媒新打造的女子组合“i Me”，并担任队长，已随团发行一张EP《哎咿呀》并获得多个奖项。
2011年6月正式改名为“李雨奚”。
关于组合时期的演艺经历、作品、奖项等相关内容，参见条目i Me。

## 参赛经历
- 2004年，湖南卫视“超级女声”成都赛区50强。
- 2005年，澳门青少年交流大使第一名
- 2006年，欢乐总动员“雅芳星计划”四川赛区冠军。
- 2008年，浙江科教频道“美丽A计划之美丽星学院”亚军。
- 2009年，湖南卫视“快乐女声”全国第10名。
- 2019年，爱奇艺“这样唱好美”

## 作品

### 单曲
- 《地图上旅行》（收录于2009快女10强合辑《封面女生Cover Girls》）

### MV
- 2009快女10强《唱得响亮》（2009快乐女声主题曲）
- 李媛希《地图上旅行》
- 天娱群星《快乐出发》（湖南卫视2009年跨年演唱会主题曲）
- 2009快女10强《baby sister》（2011快乐女声加油歌）

### 书籍
- 《2009快乐女声星光闪耀全集2：麻辣公主李媛希、魔力高音潘虹樾》（写真集，2009年9月1日出版）

### 电影
- 2011年《开心魔法》飾演 东山排球队员

### 网路剧
- 2017年《鲜肉老师》饰演 胡莉
- 2017年《玛丽苏遇上杰克苏》饰演 牛苏苏

### 电视剧
- 2019年《舞法天女之绚彩归来》饰演 仁圣女伊丝